# フェニックス (原子炉)
フェニックス(仏: Phénix)とは、フランスの高速増殖炉である。出力233MWeと小さいFBRのプロトタイプであった。所在地はガール県のマルクール原子力地区である。後に続いて建設された実物大プロトタイプ炉のスーパーフェニックスが閉鎖された後も運転が継続された。
フェニックスの主な利用目的は、放射性同位体の核種変換に関する基礎研究である。しかしながら、当初の目的には電力を生成することも含まれていた。

## 炉の沿革
フェニックス炉の建設は1968年の11月に始まり、送電系統への初の結合は1973年12月であった。2009年3月に送電系統から外された。2012年まで研究予定で、同年には解体が始まる予定である。

## 設備
- 原子炉形式：高速増殖炉(タンク型)
- 着工:1968年
- 臨界：1973年8月31日
- 運転開始：1974年2月
- 電気出力：23.3万kW
- 運転終了：2010年2月1日[1]

## 主なトラブル
1989年から1990年にかけて謎の出力低下が三回ほど発生した。原因は現在も不明であるとされている。この出力低下の原因が分からなかったことが、スーパーフェニックス廃炉の一因ともなった。